# Acaena montana
Acaena montana es una especie de planta del género Acaena, perteneciente a la familia Rosaceae.

## Taxonomía
Acaena montana fue descrita por Hook. fil. en 1846.

## Distribución
Se encuentra en el territorio de Tasmania.